# Championnat de France de rugby à XIII 1972-1973
Navigation
Édition précédente Édition suivante
Le Championnat de France de rugby à XIII 1972-1973 oppose pour la saison 1972-1973 les meilleures équipes françaises de rugby à XIII au nombre de vingt-trois.

## Liste des équipes en compétition
| Albi Auterives Avignon Bordeaux-Facture Carcassonne Carpentras Cavaillon Grenoble Lézignan Limoux Marseille Montpellier Pau XIII Catalan Roanne Saint-Estève Saint-Gaudens TO XIII Villefranche Villeneuve Villeurbanne |

Vingt-trois équipes participent au championnat de France de première division à la suite des arrivées en élite d'Auterives, de Saint-Jacques-de-Carcassonne, de Carpentras, de Grenoble XIII, de Pau, de Roanne, de Toulouse OAC et de Villeurbanne.

## Déroulement de la compétition

### Classement de la première phase
| Rang | Nom                | Points | Matchs |
| ---- | ------------------ | ------ | ------ |
| 1    | Saint-Estève       | 50     | 20     |
| 2    | Villeneuve-sur-Lot | 49     | 20     |
| 3    | XIII Catalan       | 48     | 20     |
| 4    | Saint-Gaudens      | 45     | 20     |
| 5    | Toulouse           | 45     | 20     |
| 6    | Villefranche       | 40     | 20     |
| 7    | Albi               | 39     | 20     |
| 8    | Saint-Jacques      | 38     | 20     |
| 9    | Pau                | 34     | 20     |
| 10   | Bordeaux-Facture   | 26     | 20     |
| 11   | Auterive           | 24     | 20     |

| Rang | Nom               | Points | Matchs |
| ---- | ----------------- | ------ | ------ |
| 1    | Limoux            | 57     | 22     |
| 2    | Carcassonne       | 57     | 22     |
| 3    | Avignon           | 56     | 22     |
| 4    | Lézignan          | 53     | 22     |
| 5    | Marseille         | 50     | 22     |
| 6    | Cavaillon         | 45     | 22     |
| 7    | Montpellier       | 44     | 22     |
| 8    | T.O.A.C.          | 41     | 22     |
| 9    | Roanne            | 38     | 22     |
| 10   | Carpentras        | 32     | 22     |
| 11   | Lyon-Villeurbanne | 30     | 22     |
| 12   | Grenoble          | 22     | 22     |

|  | Qualifié pour les quarts-de-finale              |
|  | Qualifié pour les barrages des quarts-de-finale |

## Barrages  pour les quarts de finale
| 1er avril 1973 | Toulouse | 19 - 8 | Lézignan | Limoux |
| 1er avril 1973 |          |        |          | Limoux |
| 1er avril 1973 |          |        |          | Limoux |

| 1er avril 1973 | Marseille | 11 - 3 | Saint-Gaudens | Saint-Estève |
| 1er avril 1973 |           |        |               | Saint-Estève |
| 1er avril 1973 |           |        |               | Saint-Estève |

| 1er avril 1973 | Avignon | 11 - 10 | Villefranche | Montpellier |
| 1er avril 1973 |         |         |              | Montpellier |
| 1er avril 1973 |         |         |              | Montpellier |

| 1er avril 1973 | XIII Catalan | 22 - 6 | Cavaillon | Toulouse |
| 1er avril 1973 |              |        |           | Toulouse |
| 1er avril 1973 |              |        |           | Toulouse |

## Phase finale
|  | Quarts de finale              | Quarts de finale             |           |    | Demi-finales            | Demi-finales            |  |  | Finale                    | Finale                    |
|  | Quarts de finale              | Quarts de finale             |           |    | Demi-finales            | Demi-finales            |  |  | Finale                    | Finale                    |
|  |                               |                              |           |    |                         |                         |  |  |                           |                           |
|  | le 8 avril 1973 à Pau         | le 8 avril 1973 à Pau        |           |    | le 29 avril 1973 à Albi | le 29 avril 1973 à Albi |  |  | Le 13 mai 1973 à Toulouse | Le 13 mai 1973 à Toulouse |
|  | le 8 avril 1973 à Pau         | le 8 avril 1973 à Pau        |           |    | le 29 avril 1973 à Albi | le 29 avril 1973 à Albi |  |  | Le 13 mai 1973 à Toulouse | Le 13 mai 1973 à Toulouse |
|  | Toulouse                      | 17                           |           |    | le 29 avril 1973 à Albi | le 29 avril 1973 à Albi |  |  | Le 13 mai 1973 à Toulouse | Le 13 mai 1973 à Toulouse |
|  | Toulouse                      | 17                           |           |    | le 29 avril 1973 à Albi | le 29 avril 1973 à Albi |  |  | Le 13 mai 1973 à Toulouse | Le 13 mai 1973 à Toulouse |
|  | Saint-Estève                  | 5                            |           |    | le 29 avril 1973 à Albi | le 29 avril 1973 à Albi |  |  | Le 13 mai 1973 à Toulouse | Le 13 mai 1973 à Toulouse |
|  | Saint-Estève                  | 5                            | Toulouse  | 26 |                         |                         |  |  | Le 13 mai 1973 à Toulouse | Le 13 mai 1973 à Toulouse |
|  | le 8 avril 1973 à Carcassonne |                              | Toulouse  | 26 |                         |                         |  |  | Le 13 mai 1973 à Toulouse | Le 13 mai 1973 à Toulouse |
|  |                               | Limoux                       | 3         |    |                         |                         |  |  | Le 13 mai 1973 à Toulouse | Le 13 mai 1973 à Toulouse |
|  | Limoux                        | Limoux                       | 3         | 5  |                         |                         |  |  | Le 13 mai 1973 à Toulouse | Le 13 mai 1973 à Toulouse |
|  | Limoux                        |                              |           | 5  |                         |                         |  |  | Le 13 mai 1973 à Toulouse | Le 13 mai 1973 à Toulouse |
|  | XIII Catalan                  | 0                            |           |    |                         |                         |  |  | Le 13 mai 1973 à Toulouse | Le 13 mai 1973 à Toulouse |
|  | XIII Catalan                  | 0                            | Toulouse  | 18 |                         |                         |  |  |                           |                           |
|  | le 8 avril 1973 à Albi        |                              | Toulouse  | 18 |                         |                         |  |  |                           |                           |
|  |                               | Marseille                    | 0         |    |                         |                         |  |  |                           |                           |
|  | Marseille                     | Marseille                    | 0         | 5  |                         |                         |  |  |                           |                           |
|  | Marseille                     | le 29 avril 1973 à Cavaillon |           | 5  |                         |                         |  |  |                           |                           |
|  | Carcassonne                   | 0                            |           |    |                         |                         |  |  |                           |                           |
|  | Carcassonne                   | 0                            | Marseille | 12 |                         |                         |  |  |                           |                           |
|  | le 8 avril 1973 à Mazamet     |                              | Marseille | 12 |                         |                         |  |  |                           |                           |
|  |                               | Villeneuve-sur-Lot           | 10        |    |                         |                         |  |  |                           |                           |
|  | Villeneuve-sur-Lot            | Villeneuve-sur-Lot           | 10        | 19 |                         |                         |  |  |                           |                           |
|  | Villeneuve-sur-Lot            |                              |           | 19 |                         |                         |  |  |                           |                           |
|  | Avignon                       | 0                            |           |    |                         |                         |  |  |                           |                           |
|  | Avignon                       | 0                            |           |    |                         |                         |  |  |                           |                           |

### Finale
(mt : 0 - 0)
Homme du match :
Points marqués :
- Toulouse: 4 essais de Baccichetti (49e, 60e et 79e) et Thénégal (75e), 3 transformations de F.Pierre
- Marseille:

Évolution du score : 
Arbitre : M. Cril (Languedoc)
Spectateurs : 13 827
Recette : 214 040 francs
Composition des équipes :
- Toulouse: Maurice de Matos -  Michel Baccichetti, Francis Pierre, Orféo Balsarin, Roger Dirat - Henri Justal, Roger Garrigue (C) - Charles Zalduendo, Yves Prévost, Charles Thénégal, Jean-Louis Roou, Guy Rodriguez, Christian Saint-Sernin - Entraîneur : Georges Aillères
- Marseille: Laurent Gomez - Jacques Auribeau, Jacques Azibert, Roger Gardon, Jean-Pierre Danet (puis René Ferran) - Marc Bentaberry, Jean-Luc Coste - Christian Carré, Régis Forment, Gilbert Bernabé, Jean-René Ledru, André Ferren, Bettinelli - Entraîneur : André Ferren

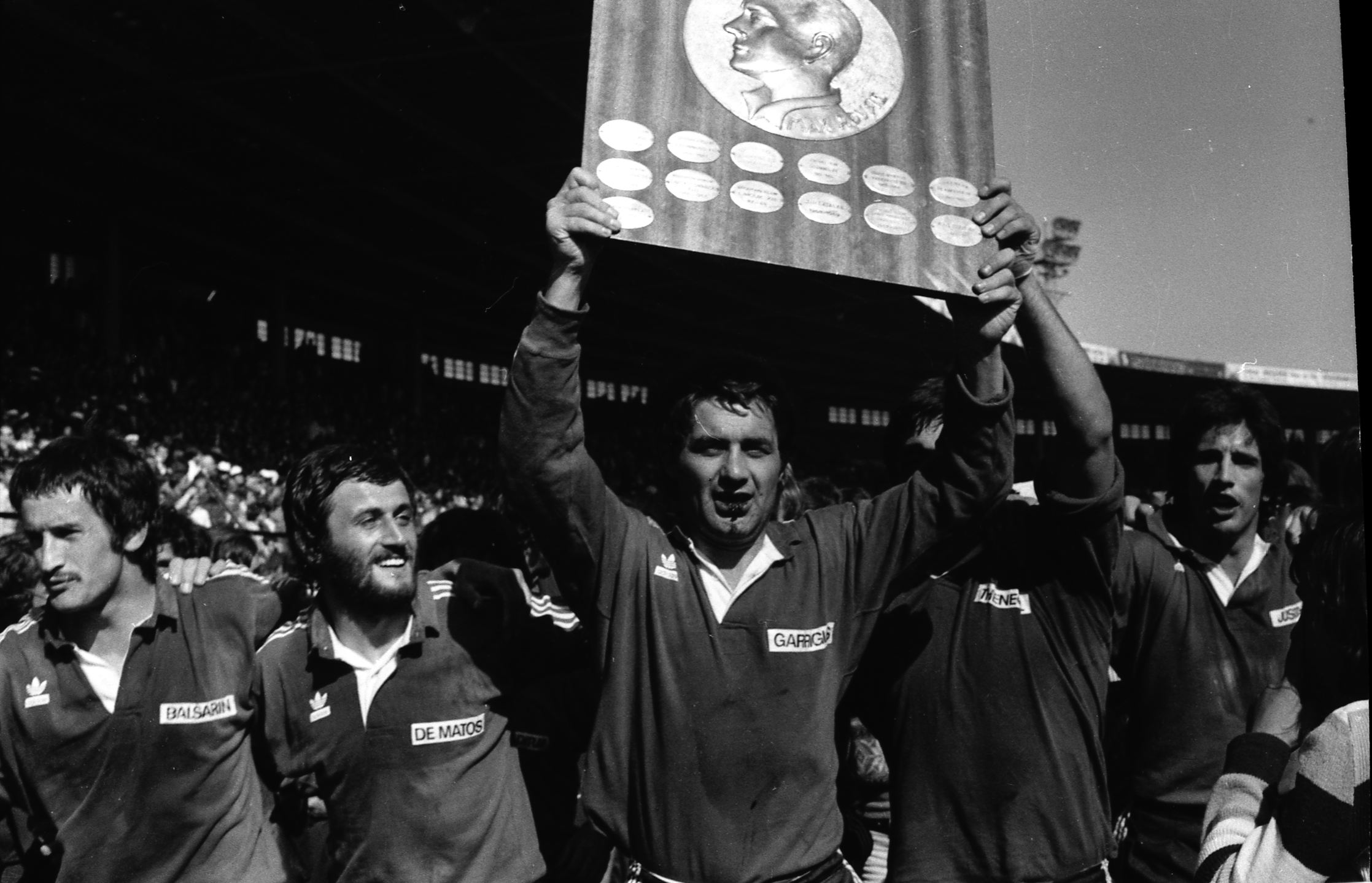
L'équipe de Toulouse après la victoire contre Marseille. De gauche à droite: Orféo Balsarin, Maurice de Matos, Roger Garrigue (en levant le bouclier Max Rousié), Charles Thénégal et Henri Justal.

## Effectifs des équipes présentes
| Toulouse           | Michel Baccichetti Orféo Balsarin Barrau Claude Bédel Roger Dirat Christian Foissac Roger Garrigue (c) Henri Justal Serge Kunakovitch Maurice de Matos Jean-Claude Mayorgas Francis Pierre Francis Pitous Yves Prévost Guy Rodriguez Jean-Louis Roou Christian Saint-Sernin Jacques Séguelas Charles Thénégal Charles Zalduendo Entraîneur : Georges Aillères | Marseille         | Jacques Auribeau Jacques Azibert Marc Bentaberry Gilbert Bernabé Bettinelli Christian Carré Jean-Luc Coste Jean-Pierre Danet Alain Doulieu René Ferran André Ferren Régis Forment Roger Gardon Laurent Gomez Jean-René Ledru Entraîneur : André Ferren                                                  |
| Saint-Gaudens      | Michel Anglade Roger Biffi Serge Domenges (o) Guy Lavigne Serge Marsolan Michel Molinier (c) Michel Mirouze Jean-Claude Puysségur Patrick Rives (m) Georges Sanchez Victor Serrano Gilbert Vadillo Noël Vergara René Zaccariotto Entraîneur : Michel Molinier                                                                                                 | Carcassonne       | Jean-Pierre Bérail Élie Bonal Jean-Marie Bonal Delphin Castanon Gérard Cavaillès Guy Cénet Roger Coquand Jean Delpoux Claude Galy (m) Serge Gleyzes Bernard Guilhem Jean Guilhem Germain Guiraud Yves Raynaud Charles Rosado André Ruiz Max Théron Raymond Toujas Entraîneurs : Puig-Aubert André Marty |
| Pau                | Arrateig Fernandez Claude Hennetier Jacob Henri Marracq Paulès Pedeutour Marcel Péré Sanahuja | Albi              | Yves Alvernhe Jean-Luc Castel Daniel Fédou Roland Gorse Daniel Ibanez Fernand Kaminski Jean-Paul Larrazet Christian Laskawiec Michel Moussard François Ribière Vincent Spina |
| Villeneuve-sur-Lot | Daniel Badet Christian Bossis Jean-Claude Casaleggio Jean-Pierre Clar Serge Cuyas Alain D'Hérin Antoine Gonzales Raymond Grenier Jacques Gruppi Didier Hermet Christian Jamet Jean-Pierre Magagnin Michel Mazaré Jean-Pierre Monetta Daniel Pellerin Christian Sabatié Entraîneur : Jep Lacoste                                                               | Villefranche      | René Arné Yves Bégou Bouyssou Carles Jean-Maurice Castel Cayssials Darblade Durand Jacques Gayral Joulia Serge Moly Moreno Petruynzyn Jacques Raynal Jean-Pierre Sauret Francis Tranier |
| Saint-Jacques      | Camel René Dumas Jacques Franc Guy Madaule Franck Malrieu | XIII Catalan      | José Bujalson Jean-Jacques Cologni Coronsi Favre-Bulle Jacques Jorda Médus Jacques Moliner Pierre Saboureau |
| Saint-Estève       | Georges Bonnet Daniel Camiade Jean Capdouze Alain Humbert Roger Laubiès René Terrats | Avignon           | Aimé Barcelli Cooksley François Curtal Gérard Diaz Jacques Garzino Denis Kerbrat Alain Laffont Rucci |
| T.O.A.C.           | Didier Averseng Blanc Burgat Delaurens Denjean Kermel Patrick Lafforgue Sinard | Limoux            | Guy Andrieu Christian Belinguier Michel Blanquer René Bonnafous Louis Bonnery Bour Cotti Ferriol Vincent Gotti Hervé Guiraud Jean-François Grechi Yves Martre Hervé Mazard Patrick Mazart Francis de Nadaï Jean-Claude Nauze Jean-Louis Ramel Francis Sanchez                                           |
| Auterives          | Danes Lapoterie Maurette Molina | Facture           | Jean-Marie Armand Bordes Ducassy Jean-Claude Lauga Guy Rouja |
| Roanne             | Aribaut Didier Averseng Guy Bastianelli Patrick Carias Gérard Chalet Gérard Comes Fabro Ferrari Claude Fourment Geneste Paul Sinard Bernard Vizier | Cavaillon         | D'Angelo Marius Frattini Serge Pialat |
| Lézignan           | André Abadie Richard Alonso Floréal Bonet Victor Buttignol Jacques Casty André Dumas Mathieu Géa Molina Gilbert Rouanet Robert Tovéna | Grenoble          | Cerda |
| Carpentras         | Candela Cebe Girard Milazzo | Lyon-Villeurbanne | Adolphe Alésina Jean-Pierre Béranger Comte Pierre Lacaze Martinez Planella |
| Montpellier        | René Belli Jean-Marie Geli Émile Guiral Pierre Jeanjean Jean Murcillo |                   | |